# Pylorussfinktern

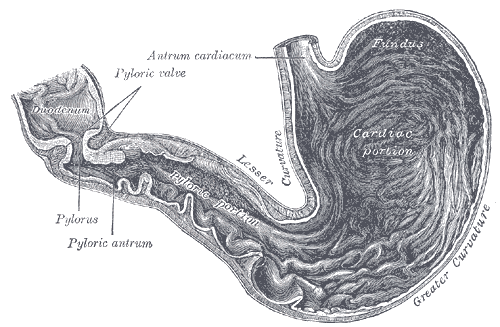
Pylorussfinktern syns som en avsmalning till vänster i bild.

Pylorussfinktern eller nedre magmunnen är en sfinktermuskel i den nedre delen av magsäcken, pylorus, mellan magsäcken och tolvfingertarmen (duodenum). Den samverkar med peristaltiken i mag- och tarmkanalen och portionerar ut små mängder (10–15 ml åt gången) maginnehåll, chymus, i tolvfingertarmen.